# Ренато Дзеро
Ренàто Дзèро (на италиански: Renato Zero, букв. Ренато Нула), псевдоним на Ренàто Фиакѝни (Renato Fiacchini; * 30 септември 1950, Рим, Италия), е италиански певец, автор на песни, шоумен, танцьор, актьор и звукозаписен продуцент.
Считан за истински автор на песни с големи драматични, провокативни и увлекателни умения, по време на дългата си кариера той издава 44 албума, от които 31 студийни, 8 концертни и 5 официални компилации. Пише общо над 500 песни, както и множество текстове и музика за други изпълнители. Той е един от най-популярните и успешни италиански певци и автори на песни.
Ренато Дзеро е единственият италиански изпълнител с номер 1 албуми в Италианската класация за цели шест различни десетилетия: от 1970-те до 2020-те години (преди него рекорда държи само американката Барбра Страйсънд). В течение на кариерата си Дзеро е 48 седмици на върха на италианската класация.

## Биография

### Ранни години
Роден е през 1950 г. в семейството на Доменико Фиакини (1917 – 1980) – полицай и Ада Пика (1922 – 2001) – медицинска сестра.  След раждането си страда от вид неонатална хемолитична анемия, която е риск за живота му. Спасен е чрез пълно кръвопреливане.
Прекарва детството си на ул. Рипета 54 в Рим, съвсем близо до Пиаца дел Пополо, с родителите си, баба си Рената и трите си сестри Енца, Фиорела и Мария Пия (брат му Джампиеро се ражда десет години по-късно). Юношеството си прекарва в казарма за служителите на обществената безопасност на ул. Фонте Буоно в римския квартал Монтаньола.
След като завършва 8-ми клас, продължава гимназиалното си образование в Държавния институт за кинематография и телевизия „Роберто Роселини“. Напуска го на третата година, за да се посвети на страстите си: музика, танци, пеене и актьорско майсторство.
В съвсем млада възраст започва да се преоблича и да се изявява в малки римски клубове, като приема псевдонима „Ренато Дзеро“ като предизвикателство към недоброжелателите си: „Ти си нула“ (на итал. Sei uno zero) е фразата, която най-често му казват.
През 1964 г., на 14-годишна възраст, получава първия си договор в Театър „Чак“ в Рим за 500 лири на ден.
През 1965 г. в Рим е открит известният клуб „Пайпър“, който Ренато започва да посещава. Там той се запознава с Федерико Фелини, Мита Медичи, Пати Право, Мия Мартини и сестра ѝ Лоредана Берте, и др. Там е забелязан през 1966 г. от американския танцьор, хореограф, певец и актьор Дон Лурио, който го включва в танцовата група „Колетони и Колетине“, подгряваща вечерното телевизионно шоу по Rai на съвсем младата Рита Павоне, в която участва и Берте. В онези години се ражда приятелството му с бъдещите известни певици Лоредана и Мимѝ Берте (Мия Мартини) – триото често обикаля Италия в търсене на договори. По онова време Дзеро е забелязан и от Ренцо Арборе, който го включва в публиката на програмите „Жълто знаме“ и „За вас, младежи“, и участва в няколко реклами на добре позната марка сладолед.
Официалното му навлизане в света на музиката е през 1967 г. със сингъл, продуциран от Джани Бонкомпани, също автор на текста, и с музика на Джими Фонтана. Песента „Не е достатъчно, знаеш“ (Non basta, sai) е престорен революционен марш, докато В страната „Сред неприятностите“ (In mezzo ai guai) е кавър на beat 98.6 на Киийт, известен още като Джеймс Бари Кийфър – банална и моралистична песен, която в оригиналната си версия продава 1 млн. копия, но Дзеро продава едва 20. Около 20 години по-късно сингълът е включен в документалния филм „Нощта на Икар“ (La notte di Icaro). Въпреки разочарованието Ренато не се предава: след редовен курс получава сертификат за кинооператор и участва в курс по танци, организиран от Ренато Греко.
През 1968 г. взима участие в Бийт сбора (Beat Raduno) в Рим. На него група младежи, сред които и Лоредана Берте, танцуват на кръгла платформа, поставена в подножието на сцената. Ренато се изявява тук за първи път, пеейки с The Spaectres Groups, заедно с които през 1969 г. участва и във филма на Фернандо Ди Лео „Гори, момче, гори“ (Brucia ragazzo, brucia). През същата година пише песента „Карозело“ (Carosello) с истинското си име, която е записана от Вилма Гоич същата година.
Той също така участва в припева на Gingì на Пипо Баудо – тематична песен на телевизионната програма La freccia d'oro (1971), играе Танкреди в пиесата на Рудзанте „Анконитана“ и е част от актьорския състав на мюзикъла „Чао, Руди“ (1972) и на италианската версия на мюзикъла „Коса“ (1970) заедно с Лоредана Берте, Глен Уайт и Тео Теоколи.
Има малки роли или е статист във филмите на Федерико Фелини „Сатирикон“ (1969), „Рим“ (1971), „Амаркорд“ (1973) и „Казанова“ (1976). По-значима е ролята му на Продавача на щастие в звукозаписната и във филмовата версия на рок операта Orfeo 9 (1970) на Тито Скипа Младши. През 1972 г. е статист във филма на Фернандо Ди Лео La mala ordina.

### 70-те години: изграждане на персонажа, първи албуми и успех
През 1972 г. певецът подписва първия си звукозаписен договор: този с RCA. В началото на 70-те години с пълното развитие на глем рока, характеризиращ се с пудра и пайети, той изгражда своя провокативен и трансгресивен образ. Той е разказан в парчета като „Продавам се“ (Mi vendo) и в целия му албум Zerofobia (1977), включващ и парчето-емблема на неговата философия „Небето“ (Il cielo). С течение на времето Дзеро заменя пайетите с жестове и мимики, които днес са средство за изразяване на емоции, утопии, мечти, надежди, разочарования, радост и мъка. Неговите песни ще разказват за него като човек и като изпълнител, за любовта и секса във всичките им форми и изпреварват времето, като се занимаят с въпроси като педофилия, полова идентичност, наркотици, хомосексуалност, маргинализация, насилие и духовност.
През 1973 г. на LP излиза първият официален албум в кариерата му – студийният „Не, мамо, не!“ (No! Mamma, no!), който има добър успех сред публиката, макар и да не получава признанието на критиците. Според тях Дзеро се опитва да имитира чужди персонажи (като Дейвид Боуи), от което той остава засегнат. Започват и първите му спорове със звукозаписната му компания поради липсата на обещаната от нея финансова подкрепа за продуцирането на концерти на живо, важни за промоцията на албума.
През 1974 г. на LP излиза вторият му албум – студийният „Открития“ (Invenzioni), с който певецът започва да навлиза в италианските радиостанции. Два негови хита са „Някой да ми върне душата“ (Qualcuno mi renda l’anima), който се занимава с темата за педофилията, и „Измисляш“ (Inventi) за всемирната любов.
1976 е решаваща година за певеца, който трябва да демонстрира своята зрялост като изпълнител и най-накрая да достигне до по-широка публика. Той подготвя нов албум – „Трапец“ (Trapezio) и първото си турне, свързано с него. В албума има 11 песни (три от които са от предишни записи) и за първи път влиза в италианската класация на най-продаваните записи: сингълът „Мадам“ (с B страна „Мъж за горене“) (Madame/ Un uomo da bruciare) се изкачва до 15-та позиция и участва във Фестивалбар. Като хитове остават „Мотел“ (Motel) – една от най-красивите любовни песни в репертоара му, „Инвалидна количка“ (Una sedia a ruote) и „Спаси ме“ (Salvami). От този период е и участието в предаването на Rai Zero & Company.
Годината на окончателното му освещаване е 1977 г., когато Дзеро пуска сингъла „Продавам се“ (с B страна „Бих умрял тук“) (Mi vendo/Morire qui), с който влиза в Италианския хит парад, оставайки там в продължение на 57 седмици. Постигнатият успех, също благодарение на свободните радиостанции, води до нов албум (и шоу), озаглавен Zerofobia, който достига до пето място в класацията. Хитове са парчетата „Живея“ (Vivo), „Небето“ (Il cielo), станала с времето един от неговите най-популярни песни, „Манекени“ (Manichini), „Трагична самба“ (Tragico samba) и „Линейката“ (L’ambulanza).
През 1978 г. певецът създава своя независим лейбъл Дзероландия. Предшестван от сингъла „Триъгълник“ (с B страна „Секс или те“) (Triangolo / Sesso o esse), на LP излиза петият му студиен албум Zerolandia. В записа, който достига трета позиция в класацията, култови са песните „Моята приказка“ (La favola mia), „Тенекиени мечти“ (Sogni di latta), „Спри“ (Fermati), „Мъж, нали“ (Uomo, no).
През 1979 г. по кината излиза филмът Ciao nì! – иронична музикална история с автобиографичен характер, който се радва на голям успех в Италия и по приходи надминава дори американския филм „Супермен“. Това е първият и единствен филм, в който Дзеро играе главна роля. През същата година, за да постави на сцена спектакъла „Приказката на Еро Дзеро“ (La favola di Ero Zero), той наема шатра от цирковите артисти Тони и я нарича Дзероландия. През същата година издава шестия си албум, озаглавен EroZero. Сингълът „Караваната“ (с B страна „Разменям“) (Il carrozzone / Baratto), както и самият албум достигат върха на класациите и остават там осем седмици. През септември Дзеро печели „Златна гондола“ във Венеция благодарение на продажбата на своя сингъл. EroZero е сложен и разнообразен поп албум с примеси на фолк и рок, който редува поетични и медитативни парчета (Il carrozzone, La tua idea, Periferia, La rete d’oro, Arrendermi mai) с други непочтителни и фантазийни (Baratto и Fermo Posta). В този период Ренато поема и по пътя на продуцентството и откриването на таланти: продуцира няколко албума на сицилианската певица Фарида.

### 1980-те години: три години на успехи
През 1980 г. Дзеро издава седмия си албум „Примирие“ (Tregua), посветен на баща му Доменико, който умира същата година. Сингълът „Приятел“ (с B страна „Любов да, любов не“) (Amico /Amore si, amore no) веднага достига първото място в класациите, където остава повече от десет седмици заедно с албума.
Между Рим и Торино в периода декември 1980 г. – януари 1981 г. Дзеро поставя концертната поредица „Коледа в Дзероландия“, от която през 1981 г. е издаден двойният концертен албум „Икар“ (Icaro). Освен хитовете му, изпълнени на живо, той съдържа и две оригинални песни: „Всеки повече или по-малко“ (Chi più chi meno) и „По-горе“ (Più su). Това е безпрецедентен успех за концертен албум, който е на първо място в класациите.
През лятото неочаквано Дзеро издава сингъла „Любовен посредник бе лодката“ (с B страна „По-горе“) (Galeotto fu il canotto / Più su). Веднага след това той започва работа по нов албум, в който има намерение да представи противоположности: черното и бялото, доброто и злото, южния и северния полюс. На 1 декември излиза осмият му студиен албум „Арктика Антарктида“ (Artide Antartide), благодарение на който печели наградата за най-продаван албум на годината (1 млн. продадени копия). Албумът придобива различно звучене от предишните, резултат от сътрудничеството с прогресив групата Озана, саксофониста Елио Д'Ана от групата R&B Showmen и неговия китарист Корадо Рустичи; парчетата в двойния албум имат социално осъждащо съдържание, което превръща албума в нещо като колекция от „пазолински" истории от римските предградия, вдъхновени от младежките му години в римския квартал Монтаньола. Открива се с песента „Пионери“ (Pionieri) и съдържа песни като „И аз ще те следвам“ (Ed io ti seguirò), „Тротоари“ (Marciapiedi), „Няма да отмине“ (Non passerà), „Стерилни“ (Sterili), „Отче наш“ (Padre nostro), „Жокерът“ (Il jolly), „Хора“ (Gente) и „Чужденци“ (Stranieri).
През 1982 г. участва като редовен гост, със собствено пространство Fantastico Zero в съботното вечерно предаване по Rai 1 Fantastico 3, водено от Рафаела Кара и Корадо. Участието му не е безпроблемно предвид факта, че тематичната песен Viva la RAI има някои проблеми с цензурата. В предаването той изпълнява исторически песни от своя репертоар сред други от новата си продукция, събрани в двойния му, девети студиен албум Via Tagliamento 1965/1970. Дискът е почит към периода на Клуб „Пайпър“ и веднага достига първото място в класацията, където остава осем последователни седмици. Той е представен в клуба и са поканени тогавашните покровители на Дзеро. Най-представителните песни са „Клуб „Пайпър“ (Piper Club), „Каква красива свобода“ (Che bella libertà), „Фасадата“ (La facciata), „Търпи“ (Resisti), „Момче без късмет“ (Ragazzo senza fortuna), „Ангели“ (Angeli), „Животът ни дърпа“ (Ci tira la vita), „Пари“ (Soldi) – финалната тематична песен на Fantastico 3, „Да живее Rai“ (Viva la Rai) – тематична песен от неговото пространство в рамките на предаването и „Още огън“ (Ancora fuoco). 
Освен това Дзеро води по радио Rai 2 програмата Zerolandia fermoposta, чийто успех води до излизането на други две издания: Zerolandia Fermoposta ci riprova и през 1983 г. Zerolandia Fermoposta in StereoZero. През декември същата година Дзеро претърпява силен удар, когато шатрата Дзероландия е запечатана и иззета.
След като издава четири двойни албума за три години, през 1983 г. той решава да издаде миниалбум, озаглавен „Топлина“ (Calore), съдържащ песните „плажове“ (Spiagge), „Желание“ (Voglia), „Да плаваш“ (Navigare) и „Фантазия“ (Fantasia). Той достига до първото място в класациите.

#### 1984 – 1989 г.: криза и възраждане
През 1984 г., след затварянето на шатрата Дзероландия, певецът подготвя концептуален албум, в който подчертава изпълнител, който въпреки всичко не иска да се откаже и който изисква своето пространство след години на упорита подготовка. За да представи новия си албум, Дзеро организира пресконференция в зоологическата градина в Рим и за да покаже гнева си, се появява в кожа на лъв с много пигмеи. Провокацията постига целта си и дискът, озаглавен „Лъвове се раждаме“ (Leoni si nasce), веднага се изкачва на първо място в класациите, но и бързо изпада. Това е началото на криза на консенсуса, която ще характеризира кариерата му до края на 1980-те г. Песните с най-голямо въздействие са „От човек на човек“ (Da uomo a uomo), „За да не бъдем така“ (Per non essere così) и „Дни“ (Giorni). За този албум той се възползва от симфоничния оркестър на RAI под диригентството на маестро Ренато Серио. Малко преди Коледа Дзеро записва концертен албум със 25 свои стари хитове, изцяло преаранжирани от маестро Ренато Серио и изпълнени от оркестъра: „Портрет Дзеро“ (Identikit Zero), който включва и две оригинални до момента песни: „Хора като нас“ (La gente come noi) и „Аз тук“ (Io qui).
През 1986 г. изпълнителят изоставя многоцветните си костюми, за да се представи в по-трезво лице. Това е годината на „Изгубени субекти“ (Soggetti Smarriti) – албум, който открива нова ера за него. И до днес музикантите и студията, използвани за реализацията, са строго секретни. Албумът печели златен диск за 100 хил. продадени копия. Най-успешните му песни са „Безкрайни влакове“ (Infiniti treni), „Духове“ (Fantasmi), „Твърдоглава любов“ (Ostinato amore) и „Проблеми“ (Problemi).
През 1987 г. Дзеро организира пресконференция, за да представи новия си албум Zero. Дискът е миксиран в Puk Studio в Дания. Най-успешните песни в него са „Ние сме герои“ (Siamo eroi), „Календар“ (Calendario), „Обещание“ (Promessa), „Приблизително“ (Più o meno). Макар че албумът едва успява да стигне до Топ 20 на Италия, заставайки на 13 място, последвалото го турне е доста успешно.
1989 г. е годината на повратна точка – пътуването до Обединеното кралство в търсене на нови звуци и вдъхновение. Срещата с Джеф Уестли (продуцент на Лучо Батисти в Una donna per amico и Una giornata uggiosa, на Клаудио Балиони в Strada facendo, на Рикардо Кочанте, Лаура Паузини, Манго, Анна Окса, Би Джийс) е много важна за твореца, който също се запознава и сътрудничи с Фил Палмър (сътрудник на някои от най-големите международни изпълнители като Пол Маккартни, Боб Дилън, Франк Запа, Елтън Джон, Ерик Клептън, Дайър Стрейтс, Пийт Таунсенд, Тина Търнър, Пет Шоп Бойс, Тиърс фор Фиърс, Джордж Майкъл, Роби Уилямс). Резултат от това е албум, пълен със звуци и аспекти: Voyeur. Дискът е записан и миксиран в Parsifal Studio в Лондон и съдържа песни като „Песента на Есмералда“ (Il canto di Esmeralda), „Воайор“ (Voyeur), „Новите светци“ (I nuovi santi), „Случва се“ (Accade), „Талант“ (Talento), „Рози“ (Rose), „Има толкова небеса луната“ (Ha tanti cieli la luna). Албумът се появява по върховете на класацията, служейки като прелюдия към окончателното възраждане на Дзеро през 90-те г. Дискът съдържа три песни в повече от версията, издадена на LP и аудиокасета. Последвалото турне се радва на 220 хил. продадени билета.

### 90-те години: завръщане към успеха
През 1991 г. Ренато Дзеро участва за първи път във Фестивала на италианската песен в Санремо с песен, написана за случая от Мариела Нава: „Облегнати на стената“ (Spalle al muro). Изпълнението му, както и смисълът на песента получават дълги аплодисменти от публиката. Той завършва на второ място, но това е началото на нов голям успех сред публиката. Двойният му концертен албум „Прометей“ (Prometeo) излиза през същата година и съдържа песента от Санремо, както и неиздавана песен, написана от Ренато през 1965 г. – „Акробатът“ (L'equilibrista). Той се изкачва на първите позиции на Хит парада. Кралският филхармоничен оркестър на Лондон, дирижиран и аранжиран от Джеф Уестли, участва в записа на Spalle al muro.
За Коледа певецът издава компилация с непубликувани песни, написани между 1977 и 1990 г., като някои са преработени и коригирани: „Съзнанието на Дзеро“ (La coscenza di Zerro).
През 1992 г. се завръща по телевизията, за да представи, в компанията на Джанкарло Магали и Барбара де Роси, 1, 2, 3... Rai и по този повод представя проекта си Fonòpoli за своя музикален град. Негова е и тематичната песен на програмата Menefoto.
През 1993 г. излиза новият албум „Когато вече не си ничий“ (Quando non sei più di nessuno) и той отново участва във Фестивала в Санремо с песента Ave Maria – мирска молитва, в която е акомпаниран от полифоничен хор и която му печели повече от 4-минутни овации на публиката. За тази работа той призова чуждестранни музиканти, Чентофанти, Маестро Серио, Симфоничния оркестър и Хора на Съюза на музикантите в Рим. Всички текстове са негови с изключение на Figli della guerra и Casal de 'pazzi (свободно взет от писанията на Пиер Паоло Пазолини), в които сътрудничи Франка Еванджелисти. Музиката е аранжирана от маестро Ренато Серио и Дарио Балдан Бембо. В същото време Дзеро записва миниалбума „Паспорт за Фонополи“ (Passaporto per Fonòpoli), съдържащ календар, проектиран от Джовани Барка, и картата на асоциацията, приходите от която са изцяло предназначени за Fonòpoli. Дискът съдържа три неиздавани парчета: „Не ми дреме“ (Menefotto), „Момчетата в дъжда“ (I ragazzi nella pioggia) и „Дни без история“ (Giorni senza storia) плюс Ave Maria, включена в предишния му албум.
1993 г. е и годината на завръщането му на сцената, от която отсъства три години, с турнето ZerOpera, проведено в главните италиански театри и изпълнено съвместно с Филхармоничния оркестър на Парма. Първата среща е в Театър „Реджо“ в Парма. По време на събитието много посетители, без билети, превземат театъра чрез обсада, за да присъстват на концерта. Турнето завършва на 2 юни на Стадион „Фламинио“ в Рим.
През 1994 г. излиза 19-ият му студиен албум „Неперфектният“ (L'Imperfetto), записан и миксиран в Студио „Фонополи“ в Рим. Този запис е неговото окончателно възраждане и новият му сензационен успех. „Обичайки, обичайки“ (Amando amando), „В градините, които никой не знае“ (Nei giardini che nessuno sa), „Щастливи и губещи“ (Felici e perdenti) са само част от парчетата от албум с международен привкус, модерен поп и симфонични импулси. Албумът е в класациите дълго време, продава над 350 хил. копия и е пуснат за Коледа на VHS диск с минифилм, фокусиран върху двойствеността добро/зло. От същата година е и участието му в саундтрака на филма Кошмарът преди Коледа на Хенри Селик, продуциран от Тим Бъртън. Песните, в които присъства изпълнителят, написани в италианската версия от Карла Вистарини, са Re del blu re del mai, Cos'è, Assemblea cittadina, L'ossessione di Jack, Far Natale, Povero Jack и Finale/Reprise. Той също така озвучава героя Джак Скелета в диалога.
През 1995 г. издава албума по случай 30-годишната си кариера „По следите на неперфектния“ (Sulle tracce dell'imperfetto). В него участва оркестърът на Италианската музикална академия, режисиран и аранжиран от маестро Ренато Серио, както и ритъм музикантите (обичайните сътрудници на Ренато). В CD-то (единственият запис на певеца, който не е издаден на плоча) има нова версия на Paleobarattolo с инструментална кода със стари хитове, „В дъното на една любов“ (Nel fondo di un amore) и „Край на приказката“ (Fine favola), вече представени на живо по време на турнето Zeropera, „Друга планета“ (Un altro pianeta), „Малко синева“ (Un po’ di azzurro), „Още хора“ (Ancora Gente) (издадена преди това във видеоклип) и „Суперсам“ (Supersolo). Дискът съдържа и песента „Най-добрите години на живота ни“ (I migliori anni della nostra vita) – заглавие, използвано за представяне на коледния бокс сет, съдържащ двата албума L'imperfetto и Sulle tracce dell'imperfetto. Това е една от най-известните му песни, както и тематична песен за различните издания на телевизионната програма „Най-добрите години“ (I migliori anni) с водещ Карло Конти. Същата година си сътрудничи с Иван Грациани в песента „Нутелата на сестра ти“ (La nutella di tua sorella).
През 1998 г. Ренато издава един от най-успешните си албуми – „Любов след любов“ (Amore dopo amore), който може да се счита за сбор от поетиката му в периода на неговата зрялост. Тринадесет парчета, сред които „Потърси ме“ (Cercami), „Фигаро“ (Figaro), „Невъзможно е да живееш“ (L’impossibile vivere), „Кажи ми кой спи до теб“ (Dimmi chi dorme accanto a me) и „Мир на теб“ (La pace sia con te) са наречени от мнозина „шедьовър на зрелостта“. Четири непубликувани парчета (Il mercante di stelle, Appena in tempo, L’eterna sfida, Poesia poesia) намират място в синглите, предшествали или последвали албума. Той става албум на годината и най-продаваният албум на годината в Италия. Албумът е дело на Ренато Дзеро и е продуциран от Стефано Сенези, Фил Палмър, Стивън У. Тейлър и Ренато Серио с музикантите от Оркестър „Аврора“ и е аранжиран и режисиран от маестро Ренато Серио с ритъм музикантите. Албумът не е последван от поредица концерти през лятото поради инцидент на шоуто във Верона на 15 май, където певецът чупи крак. През лятото, все още гипсиран, той участва като редовен гост в телевизионното предаване по Canale 5 „Запис на лятото“ (Un disco per estate0. През есента той подновява поредицата от концерти и се радва на огромен успех в цяла Италия.
През 1999 г. Ренато издава третия си концертен, двоен албум „Любов след любов, турне след турне“ (Amore dopo amore, tour dopo tour), записан във Филафорум в Асаго на 20 октомври 1998 г. Петте непубликувани парчета са записани в Студио „Фонополи“ в Рим и са четирите студийни „Идва нощ“ (Si sta facendo notte), „Каква странна игра е“ (Che strano gioco è), „На тъмно“ (Al buio), „Смелостта на идеите“ (Il coraggio delle idee) и записаното по време на турнето „Циркът“ (Il circo). Идеята Фонополи става официална същата година, чийто окончателен проект е представен на кмета на Рим Франческо Рутели на пресконференция в Чевената зала на Кампидолио. По време на епизод от шоуто Carramba che fortuna, водено от Рафаела Кара, Ренато поставя първия символичен камък на проекта Fonopoli в римския квартал Маляна. В подкрепа на проекта той стартира новото си триумфално турне Cantiere Fonòpoli с изключителното участие на Карла Фрачи и на Момикс. На 1 юни Дзеро участва в Павароти и приятели, пеейки в дует с Лучано Павароти песента Il cielo. През същата година излиза и сингълът му „Куражът на идеите“ (с B страна „Луди“) (Il coraggio delle idee/Matti). Matti е една от най-известните песни за телевизионната публика, като все още е тематична песен на различните издания на телевизионното шоу Чао Дарвин.

### 2000-те години: новото хилядолетие

#### Телевизия и албумиLa curva dell'angelo,Cattura,Il donoиRenatissimo!
През 2000 г. Дзеро води в праймтайма на Rai 1 телевизионната програма „Всички нули на света“ (Tutti gli zeri del mondo), играейки ролята на шоумен. По време на шоуто са представени някои оригинални негови песни, които стават част от албума му Tutti gli zeri del mondo, издаден няколко седмици след края на предаването, на 26 май. През същата година той е обвинен в наране и заплахи срещу бивш служител. 
През май 2001 г. умира майка му и това го кара да отложи издаването на новия си албум. На 12 октомври по радиото започва да се излъчва песента му „Не зачерквайте моя свят“ (Non cancellate il mio mondo) – сингъл, който предшества скорошното излизане на новия му албум „Завоят на ангела“ (La curva dell'angelo). Той го връща на върха на класациите и на десетата позиция в годишната класация на най-продаваните албуми. Лятното му турне Prove Di Volo Tour 2002 събира половин милион зрители и получава наградата за най-добро турне на годината, като печели и разпродадено турне на Олимпийския стадион в Рим с над 70 хил. продадени билета. На 13 април Ренато Дзеро е гост на вариететното телевизионно предаване „Тази вечер аз черпя“ (Stasera pago io) с водещ Фиорело, изпълнявайки във версия на „Караваната“ (Il carrozzone) на испански, озаглавена La carroza. На 23 юни в Имперския форум в Рим той участва във възпоминателния концерт в чест на певеца Алекс Барони, като изпълнява две песни по трогателен начин, включително песента „И небето ме взе със себе си“ (E il cielo mi prese con sè), написана от него за приятеля му Алекс.
След почти две години мълчание, през 2003 г. певецът отново се появява на музикалната сцена с песента „С отворени обятия“ (A braccia aperte), която се излъчва по радиото от 10 октомври. Сингълът, който се продава от 24 октомври, има четири различни обложки. Всяка от тях е елемент от пъзел, който, сглобен отново, дава на феновете и колекционерите специален образ на лицето му, създаден от Джани Ронко – автор на множество обложки на албуми на Мина. На 3 ноември с миниконцерт певецът официално представя новия си 24-ти студиен албум „Плен“ (Cattura) в Театър "Елизео" в Рим. Албумът, който се продава от 7 ноември, две седмици по-късно достига върха на най-продаваните албуми в Италия и след два месеца вече е тройно платинен. Само за 7 седмици той става 5-ият най-продаван албум за 2003 г. в страната, Той съдържа „Може би“ (Magari) и други парчета като „Син“ (Figlio), посветено на Роберто - младежа, когото Дзеро законно осиновява същата година, „Другият бряг“ (L'altra sponda), в което гейовете и маргинализираните са приканени да не се срамуват от себе си, и „Естествено странен“ (Naturalmente strano).
През 2004 г. турнето Cattura il meglio in Tour 2004, последвано от Il Sogno Continua - Tour 2004, влиза в класацията на Pollstar за най-успешните турнета в света, като се нарежда само след тези на Ю Ту с разпродадените дати на Стадион „Сан Сиро“ в Милано, Бентегоди във Верона, Франки във Флоренция и Олимпико в Рим. DVD-то „Деца на мечтата“ (Figli del sogno), вярна хроника на това шоу, е най-продаваното за годината. 
На 2 юли 2005 г. той участва в Live8 Roma в Циркус Максимус – римската част от серията концерти Live 8, изпълнявайки песните „Търси ме“ (Cercami) и „В градините, които никой не познава“ (Nei giardini che nessuno sa), и в дует с Клаудио Балиони и Лаура Паузини песента I migliori anni della nostra vita пред 700 хил. души и на живо по целия свят по каналите Би Би Си и Си Би Ес. Същата година става дядо на Вирджиния, най-голямата дъщеря на осиновения му син, а след две години се ражда и Ада. 
На 18 ноември 2004 г., предшестван от сингъла „Докато очакваш да се върна“ (Mentre aspetto che ritorni), излиза още един негов студиен албум – „Дарът“ (Il dono), публикуван в три различни версии, включително на Dual Disc (хибридна среда между CD и DVD), в който има около 30-минутно интервю с него. Албумът се настанява твърдо на първото място в хит парада и остава там до края на 2005 г.: само за шест седмици той завладява четвъртото място в годишната класация. Трябва да се отбележи, че всичките рекордни успехи на Ренато през последните години са постигнати без помощта на големите радиостанции, които не излъчват песните му. Също през 2004 г. той е италианският автор на песента Our Festival, състезаваща се на 47-ия Международен фестивал на детската песен Zecchino d'Oro. През декември е приет във Ватикана, където изпълнява песента „Животът е дар“ (La vita è un dono), посветена на папа Йоан Павел II, както и на новородената му внучка. 
През 2005 г. пее в Аудиториум „Аула Нерви“ по време на предаването Концерт във Ватикана с водещ Джери Скоти в присъствието на папа Бенедикт XVI. Представената песен „Животът е дар“ (La vita è un dono) е посветена на наскоро починалия папа Йоан Павел II
От 26 декември 2005 г. до 6 януари 2006 г. води десет вечери на радиопредаването Radio 2 Radio 2 - Renato 0, в което проследява най-значимите етапи от кариерата си, заедно с много приятели от шоубизнеса. През февруари 2006 г. стартира новото си турне Zeromovimento, което е разпродадено навсякъде още в предварителните продажби и има много добавени дати, за да отговори на изискванията на публиката, за общо 25 вечери. Също през февруари отказва наградата за житейско постижение, която биха искали да му връчат на сцената на Фестивала в Санремо. 
На 17 ноември същата година Сони Мюзик (звукозаписната компания на изпълнителя, след първия дълъг период в RCA, която по-късно става Би Ем Джи) публикува бокс сета Renatissimo!, за да отпразнува 40-годишната му кариера. Излизането му се предшества от излъчването по радиото на неиздавания сингъл „Невинен съм“ (Sono innocente). Renatissimo! съдържа новата песен „Накарай ме да мечтая поне ти“ (Fammi sognare almeno tu), както и първата и единствена студийна версия на „По-нагоре“ (Più su) (дотогава това парче е достъпно само в изпълнение на живо, включено в двойния му концертен албум Icaro, чийто водещ сингъл е на двойна А страна със студийната песен Galeotto fu il canotto, изпълнена от Мина в албума ѝ Mina Nº 0). На 16 ноември, първият ден преди реалното пускане в музикалните магазини, благодарение на над 240 хил. резервации бокссетът вече има три платинени диска. Той се предлага в три различни версии: със златиста обложка, със сребриста обложка и в ограничено издание, което освен всичко, в сравнение с предишните, има ремикс за ползване от диджеи на никога неиздаваните на CD парчета Мпродавам се“ (Mi vendo) и „Да умреш тук“ (Morire qui). Само за шест седмици колекцията става петият най-продаван албум в Италия през 2006 г.
През януари 2007 г. Zero Movimento получава престижната награда Телегато като най-доброто турне за 2006 г.: Ренато Дзеро е единственият победител, който не се появява на сцената, за да я вземе, като изпраща своя мениджър. Също през януари започва предварителната продажба на билети за новото му лятно турне MpZero Tour 2007, стартирало през май по стадионите на Падуа, Рим, Милано, Флоренция, Бари и Палермо.
В края на февруари две песни с текст на Ренато Дзеро са представени на Фестивала в Санремо: „В прошката“ (Nel perdono), изпята от Ал Бано в секцията „Шампиони“, която се класира на 2-ро място на фестивала, и „Животът веднага“ (La vita subito), изпята от Жасмин в категория „Млади“. Самият Дзеро се качва на сцената на Театър „Аристон“ като гост: той пее късно пред почти 6 млн. зрители – най-големият брой зрители от целия фестивал с изключение на награждаването на победителите. Той предлага две медлита: първото е посветено на Луиджи Тенко (Ciao amore), Бруно Лауци (Ritornerai) и Серджо Ендриго (Era d'estate); второто е съставено от парчета от неговия му репертоар: Il carrozzone, L'impossibile vivere, Ave Maria, Nei giardini che nessuno sa и Il cielo.
Въпреки липсата на публичност и факта, че турнето идва само една година след предишното, MpZero се оказва успешен. Дебютът в Падуа не е най-щастливият: над града се лее пороен дъжд и градушка, което обаче не възпира 20 хил. зрители да отидат на стадиона. В двете вечери на Олимпийския стадион в Рим турнето събира 120 хил. зрители, над 50 хил. на стадион „Сан Сиро“ в Милано, 40 хил. на стадион „Артемио Франки“ във Флоренция, 30 хил. на Арена дела Витория в Бари и завършва на Велодро Борселино в Палермо с над 15 хил. зрители. Турнето приключва с почти 270 хил. продадени билета за 7 дати. Особено оценен от феновете фактът, че след осем години Ренато се завръща, за да закрие концерта с песента „Небето“ (Il cielo). 
През януари 2008 г. Юнивърсъл преиздава VHS-то (издадено през 1990 г.) Zero 40 на DVD. Въпреки факта, че това е стар запис, пуснат в продажба без никаква реклама, една седмица след излизането му DVD-то сензационно достига до първите позиции в класациите. 
През април 2008 г. Дзеро пуска първата си линия очила – Nero d'Autore. През септември участва в телевизионното предаване на Рафаела Кара Carràmba che fortuna, като обявява предстоящото издаване на нов албум под знака на любовта.

#### Звукозаписна независимост с албумаPresenteи с турнетоZeroNoveTour
На 9 март 2009 г.  по уебсайта на в. „Кориере дела Сера“ се излъчва сингълът му „Все още тук“ (Ancora qui), а от 13 март – и по радиото. Същите дни е заснет и видеоклипът на песента, в който участват известни личности като Паола Кортелези, Масимо Джини, Азия Ардженто, Джорджо Панариело и др. На 20 март излиза новият му студиен албум „Настояще“ (Presentе), който е продаден в 500 хил. копия, серфициран е с пет платинени диска и един диамантен, и е вторият най-продаван албум за годината в Италия. Истинската новост е, че Дзеро е първият италиански изпълнител, който се продуцира и разпространява чрез лейбъла Tattica без подкрепата на големите музикални компании. Дискът предлага 17 поетични парчета, изпълнени с емоции, добре написани и изсвирени и на моменти забавни. Следва успешно турне (с над 500 хил. зрители), съсредоточено върху песните на албума, от което е издадено и DVD.
На 20 юни Ренато Дзеро е организатор на концерт на Олимпийския стадион в Рим в полза на жертвите на земетресението от Акуила през 2009 г. 32 хил. зрители присъстват на благотворителната инициатива, озаглавена Хор за жителите на Абруцо. В нея взимат участие освен Ренато Зеро и Клаудио Балиони, Пино Даниеле, Джиджи Д'Алесио, Фиорела Маноя и много други певци, заобиколени от телевизионни звезди. На 3 октомври 2009 г. телевизионното токшоу Che tempo che fa му посвещава специален епизод, за да открие седмия сезон на програмата.
Новото турне на певеца ZeroNoveTour започва през октомври. Повишавайки първоначалните 10 на 30 дати поради големия брой молби от публиката, певецът прави концерти в цяла Италия, като се започне от Паласпорт в  Ачиреале (16 октомври) и се завърши с концертите в Палалотоматика в Рим на 21-22 декември. На 10 декември , по повод деня на Наградата за италиански видеоклипове, Ренато Дзеро получава наградата за видеомузикално изкуство.

### 2010-те години

#### 2010 - 2011 г.: DvdSei Zeroи сборните албумиSegreto amoreиPuro spirito
На 9 май 2010 г. Ренато Дзеро гостува в телевизионното предаване Domenica In в сегмента, воден от Пипо Баудо, за да представи DVD-то си Presentе ZeroNoveTour. 
На 11 май 2010 г. излиза видеоконцертът му Presente ZeroNoveTour, заснет на Медиоланум Форум в Асаго на 11 и 12 декември. Концертът заема първо място в класацията на най-продаваните DVD-та в Италия за седмицата, докато албумът Presente, сложен в  пакета, се изкачва нагоре в класацията по продажби на дискове и се позиционира на второ място, като поставя рекорда за албум за няколко седмици в класацията, побеждавайки албума Zerofobia, и е единственият спечелил диамантен диск за продажби.
В края на месеца нашумява интервю с певеца във в. „Кориере дела Сера“, в което той заявява, че скоро ще излезе песен, в която категорично ще отговори на въпросите за сексуалната си ориентация. 
От 29 септември до 9 октомври той прави поредица от осем концерта-събития на Пиаца Сиена в Рим, озаглавени „Шест нули“ (Sei Zero), по повод на  60-ия си рожден ден, който за 11 дена има над 100 хил. зрители.
На 4 ноември са пуснати ремастеризираните преиздания на четири негови албума, неиздавани от години: Tregua (1980), Artide Antartide (1981), Via Tagliamento 1965/1970 (1982) и Prometeo (1991). На 16 ноември е издаден сборният албум „Тайна любов“ (Segreto amore), която съдържа тринадесет любовни песни, записани между 1982 и 2003 г., и две непубликувани песни: Segreto amore и Roma, представени за първи път в концертите на Sei Zero. На 18 декември по Canale 5 е излъчено обобщение на концертите на Sei Zero в праймтайма, режисирано от Роберто Ченчи, което има 4 118 000 зрители.
На 10 май 2011 г. излиза тройното DVD Sei Zero, което свидетелства за осемте вечери на едноименния концерт. Освен DVD-тата бокссетът съдържа дневник от около 200 страници, който свидетелства за 60-те години на твореца. В деня на пускането си той се прожектира в десет кина в десет италиански града и няколко дена по-късно заема първо място в официалната класация на най-продаваните DVD-та в Италия. През същата година творецът печели, като част от Фестивала на неспокойствието във Финалборго (Финале Лигуре), наградата „Неспокоен на годината“ със следното обяснение: „Римският певец е неспокоен герой на италианската музикална сцена“. Той е награден и на Музикалните награди „Уинд“ 2011, като получава платинения диск за албума Segreto amore, както и наградата за Sei Zero, което става най-продаваното DVD в Италия за 2011 г.  
През ноември са преиздадени два ремастеризирани негови албума: Zero (1987) и Voyeur (1989), и в мрежата излиза бекстейджът на видеоклипа на обявения му нов сингъл Sorridere sempre (Винаги да се усмихваш). На 29 ноември излиза компилацията му с хитове Puro Spirit0, което за разлика от предишната компилация има като основна тема иронията и остроумието. Включена е непубликуваната песен Testimone (Свидетел). На 20 декември Дзеро се изявява за благотворителност в Стадион 105 в Генуа заедно с други големи италиански музиканти, а приходите са дарени на пострадалите от наводнението в Генуа на 4 ноември 2011 г.
На 22 септември 2012 г. той е част от 14 големи музиканти в концерта за пострадалите от земетресението в Емилия Italia Loves Emilia на Камповоло в Реджо Емилия, където пее Cercami, Resisti, I migliori anni della nostra vita и Amico (последната в безпрецедентна реге версия, изпълнена с Джованоти).

#### 2013 - 2015 г.: Завръщането с албумаAmoи експеримент с изложбата ZERO
На 1 март е пуснат сингълът му „Питай за мен“ (Chiedi di me), който предшества излизането на насрочения за 12 март нов студиен албум на певеца „Обичам - глава I“ (Amo - Capitolo I), напълно различен от предишните и с международен привкус, като той е определен като най-амбициозната творба в кариера му. Албумът е записан в Италия, Лондон и Будапеща със сътрудничеството на Тревър Хорн в ролята на главен продуцент и музикантите Мики Фийт, Джеф Дъгмор, Грег Бърк за лондонската продукция и Леле Мелоти, Паоло Коста и Данило Мадония за италианската продукция. Фил Палмър е китарист във всички сесии.
На 4 март Дзеро участва като гост в концерта, организиран от Rai 1 по случай 79-ия рожден ден на Лучо Дала, където изпълнява „Годината, която ще дойде“ (L'anno che verrà) в дует с Джани Моранди и оригиналната песен от новия си албум Lu. На 16 март е гост на телевизионната програма I migliori anni с водещ Карло Конти, където в рамките на един час (наречен Ora Zero) представя новия си албум Amo, в който също говори за кариерата си.
Новото му турне Amo in Tour започва на 27 април в Палалотоматика в Рим.
На 3 юни участва в седмото издание на Музикални награди „Уинд“, представяйки диск версия на сингъла си Chiedi di me с някои промени и в текста, който е и тематична песен на вечерта. В същото време е награден от Лоредана Берте. На 8 юни е гост на благотворителната вечер, излъчена по Rai 1, водена от Карло Конти: „Със сърцето - В името на Франческо“ (Con il cuore - Nel nome di Francesco).
На 29 октомври излиза продължението на предходния му албум. 28-ят му студиен албум носи заглавието Amo - Capitolo II и е с лейбъла Tattica и независимото разпространение на Mente. Той съдържа 15 песни и е предшестван от сингъла „Никой да не пипа любовта“ (Nessuno tocchi l'amore), в радио ротация от края на септември. Бокс сетът Amo - Capitolo III излиза на 26 ноември и съдържа първа и втора глава на Amo, постер/пъзел, обясненията на всичките 29 парчета, съдържащи се в двете глави, наречено Renato racconto, и други непубликувани материали.
На 30 септември 2014 г. – рожденият ден на певеца чрез хаштага #rparmiazero в профилите в Twitter на Ренато и на писателя Винченцо Инченцо се дава новината за изцяло посветената на Дзеро изложба ZERO, която ще се проведе от 18 декември 2014 г. до 22 март 2015 г. в Ла Пеланда - Център за културна продукция в сътрудничество с МАКРО - Музей на съвременното изкуство Рим.   Неговата художествена притча между музиката и стиха е проследена в една внушителна и вдъхновена ретроспекция, която заснема период от време, в който има огромни промени. Следователно това не е реликва, а смислово и жизнено пътуване, историческа и социална снимка, която свързва Ренато Дзеро и потока на неговото време с това на Италия. Продадени са 50 хил. билета. 
На 29 октомври 2014 г. Културната асоциация „Фонополи“, чийто почетен председател е Дзеро, лансира конкурса ZERO в литературата, който има за цел да популяризира и повиши съдържанието, структурите и социалната стойност на текстовете на Ренато Дзеро. Участието е запазено за римските гимназии и включва текстов анализ на една от предложените песни. Наградата е 1000 евро и ще бъде връчена от самия творец.
През март 2015 г. е обявено участието му в 14-тото издание на шоуто за таланти „Приятели на Мария де Филипи“. Той е част от журито в първия епизод на програмата заедно с Франческо Ренга и Сабрина Ферили. Завръща се в шоуто като гост в епизода от 30 май 2015 г. в дует с групата на Синия отбор на Елиза – The Kolors.
На 4 август 2015 г. е гост на концерта на Андреа Бочели в Театро дел Силенцио в Лаятико. По този повод Ренато пее в дует с Бочели  песента Il carrozzone и след това изпълнява самостоятелно парчето Morire qui.

#### 2016 г.: албумAlt
На 12 януари 2016 г. е потвърдено участието му във финалната вечер на Фестивала в Санремо 2016 като супер гост. Той изпълнява медлито La favola mia/Più su/Amico/Nei giardini che nessuno sa/Cercami/Il cielo/I migliori anni della nostra vita и по молба на водещия Карло Конти – две версии на песните Triangolo и Mi vendo. Накрая Дзеро разкрива заглавието на 28-ия си студиен албум Alt, който излиза на 8 април 2016 г., и изпълнява оригиналната песен „Моите години разказват“ (Gli anni miei raccontano).
На 2 март за цифрово изтегляне е пуснат първият сингъл, извлечен от Alt - „Питай“ (Chiedi), а на 4 март, с кратка визуализация от няколко дни преди това, в Ютюб канала на изпълнителя е качен официалният видеоклип на песента. Веднага след като е пуснат в Ай Тюнс, сингълът заема челното място в рамките на часове.
От 1 до 3 юни 2016 г. Дзеро се изявява на Арена ди Верона в Alt - Arena arrivo!. Той получава голямо признание от публиката и критиците, и изважда песни от миналото, много подобни по жанр на текстове на последния му албум, сред които „Новите светци“ (I nuovi santi) и „Деца на войната“ (Figli della guerra). По време на трите концерта, чийто best of се излъчва по Rai 1 на 17 септември, певецът предлага в началото на концертите оригинаната песен „Не ме забравяй“ (Non dimenticarti di me), посветена на всички негови фенове, които от много години го следват във всичките му турнета.
През юни 2016 г., в хода на мимолетните изяви по радиото за продължаване на популяризирането на диска, изпълнителят обявява, че през есента на 2016 г. ще започне официалното турне на албума в големите италиански градове, включително Милано, Болоня и Рим. Следва импровизирана изненада в следващите дни, когато на балкон на къща в римския квартал Трастевере той изпълнява новия си сингъл „Революция“ (Rivoluzione), носещ цилиндър, с който отново приканва младите хора да се бунтуват срещу анонимността, в която рискуват да попаднат. На 11 юли 2016 г. FIMI удостоверява с платинен диск албума му Alt.
Трите концерта, проведени през юни на Арена ди Верона, са използвани в бокссет, който включва два компактдиска и DVD, съдържащи най-доброто от шоуто. Заглавието на творбата е Arenà - Renato Zero si racconta. 
На 29 декември по италианските РЕП-ове излиза Zero Collection – сборен албум на певеца, разпространявана от сп. „TV Соризи е Канцони“, съдържаща 12 DVD-та с нередактираната и пълна видеоография, която отпразнува певеца, проследявайки цялата му кариера от самото начало.

### 2017 – 2018 г.: албумZerovskij...Solo per Amore,бокссетовеAlt in Tour,MilleиUno Zero, и албумZero il folle
През юли в Централата на Италийския форум в Рим е представен Zerovskij...Solo per Amore – проект за „тотален театър", който след това продължава в Театро дел Силенцио в Лаятико, на Арена ди Верона и в Античния театър в Таормина. Турнето е предшествано от двоен албум с оригинални песни, издаден на 12 май 2017 г., озаглавен Zerovskij...Solo per Amore.
През 2018 г. са публикувани два концертни бокссета на живо. Първият – Zerovskij solo per amore live събира най-ярките моменти от концерта на два компактдиска, с кинопремиера на концерта в средата на март 2018 г. и предвид успеха и в началото на април 2018 г. Вторият бокссет Alt in tour излиза през ноември 2018 г. и събира най-доброто от турнето 2016/2017 (по-точно от концерта на 7 януари 2017 г. на Медиоланум Форум в Асаго) на два компактдиска, DVD и bluray.
През последните месеци на 2018 г. певецът обявява издаването на сборният албум Mille e Uno Zero, състояща се от 33 седмични издания чрез сп. „TV Соризи е  Канцони“. Включва изцяло ремастеризираната дискография и някои непубликувани песни и различни рядкости, никога невключвани на дигитален носител.
В началото на 2019 г. Дзеро лети за Лондон при продуцента Тревър Хорн, участвал в създаването на албума му Amo (2013), за да реализира новия си студиен албум „Дзеро лудият“ (Zero il folle), издаден на 4 октомври 2019 г. и последван от турне. Албумът е предшестван в началото на май от сингъла „Никога повече“ (Mai più). Видеоклипът на песента, заснет в Лондон, е режисиран от Гаетано Морбиоли. На 11 септември 2019 г. певецът се появява на корицата на сп. „Венити Феър“, където дава предварителна информация за новия си албум. На 13 септември излиза сингълът му „Ветрината“ (La Vetrina), изваден от новия му албум.

### 2020-те г.: бокссетZerosettantaи проектAtto di fede
През 2020 г. излиза троен албум с ригинални песни, разработен в периода на локдауна след избухването на пандемията от COVID-19 в Италия: „Нуласедемдесет“ (Zerosettanta), като 70 е във връзка с 70-ия му рожден ден същата година. Бокссетът се характеризира с необичаен метод на публикуване: всяка от трите части излиза поотделно, месец след месец, в низходящ ред на издаване, символизиращо обратното броене, което публиката на Дзеро прави преди началото на неговия концерти. Volumetre излиза на 30 септември на рождения ден на певеца, последван от Volumedue (30 октомври) и Volumeuno (27 ноември), с общо 39 песни, включително четирите сингъла „Раненият ангел“ (L'angelo ferito) – 18 септември 2020 г., „Възвишената любов“ (L'amore sublime) – 23 октомври 2020 г., „Има“ (C'è) – 20 ноември 2020 г. и „Логиката на времето“ (La logica del tempo) – 29 януари 2021 г. Всеки от трите диска е удостоен със златен сертификат за 25 хил. продадени копия.
След достигане на първото място в Класацията за албуми на FIMI с Zerosettanta - Volumedue в седмица 45 на 2020 г., Дзеро надминава собствения си рекорд и подновява първенството - все още непобедимо - за единствения италиански изпълнител, присъстващ с поне един албум на номер 1 в класацията за шест поредни десетилетия: от 70-те г. на 20 век до 2020-те години.
На 29 септември 2020 г., в праймтайма на Canale 5, е излъчен Zero il folle – запис на концертите от 11 и 12 януари 2020 г. в Медиоланум Форум в Асаго, обогатен от приноси, направени за телевизионното излъчване (на живо не излиза на друг носител), с участието на Сабрина Ферили, Джанкарло Джанини, Алесандро Абер, Моника Джериторе, Серена Аутиери, Габриеле Лавия, Анна Фолиета, Джулиана Лойодице и Виторио Григоло.
На 8 юни 2021 г. Ренато Дзеро е единственият участник, заедно с Масимо Раниери, в благотворителната вечер Със сърцето - В името на Франческо, проведена в Асизи и излъчена в праймтайма на Rai 1 с водещ Карло Конти. На 30 август участва в последния ден от концертите, свързани със 727-ото издание на историческо-религиозното събитие Perdonanza Celestina в Акуила. По този повод той отдава почит и на приятелката си Рафаела Кара, починала преди месец.
На 8 април 2022 г. е публикуван „Акт на вяра“ (Atto di fede) – редакторски проект за сакрална музика, изцяло композирана от Дзеро, официално описан като „интензивно пътуване на размисъл и духовност“. Творбата се състои от книга и двоен албум, съдържащ 19 непубликувани песни (изпълнени и от Лоренцо Личитра, Джакомо Воло и Мануеле Муре), съсредоточени върху фигурата на Бог и тясно свързани с темата за християнската вяра, все по-централна в живота на изпълнителя. Песните са отделени от специални писма, написани от Алесандро Барико, Лука Ботура, Пиетранджело Бутафуоко, Серджо Кастелито, Алдо Казуло, Лела Коста, Доменико де Мази, Оскар Фаринети, Антонио Ньоли, Дон Антонио Маци, Клементе Мимун, Марко Травальо Джовани Солдини, Марио Тронти и Валтер Велтрони, разказани от гласовете на Пино Инсеньо, Джулиана Лойодице, Лука Уорд и от самите Фаринети, Травальо и Дзеро. Към това се добавя и нов вариант на песента Ave Maria (1993).
На 6 април, по повод пресконференцията за гореспоменатия проект, са обявени и четири концерта, озаглавени Zerosettanta; те са замислени като възстановяване на турнето, свързано с едноименната трилогия от албуми от 2020 г. и с честванията по случай 70-и рожден ден на певеца (по-късно отменени поради пандемията от COVID-19), насрочени за 23, 24, 25 и 30 септември и 1 октомври 2022 г. в Циркус Максимус в Рим.
Събитието, подобно на схемата на предишното Sei Zero, се характеризира с различен състав всяка вечер и с присъствието на многобройни гости като Джованоти (който отвръща на домакинството на Дзеро на неговото Jova Beach Party на 23 юли в Марина ди Черветери), Клаудио Балиони, Джорджо Панариело, Стефано Болани, Диодато, Мадам, Фабрицио Моро, Морган, Джей Акс и Алекс Брити. Заснет и излъчен е в най-гледаното време на Canale 5 на  26 октомври и 2 ноември, премонтиран в две специални събития, режисирани от Роберто Ченчи.

### Завръщане с турнетоZero a Zero(2023)
Само пет месеца след края на римските концерти Дзеро тръгва на ново турне из Италия, озаглавено Zero a Zero - Una sfida in musica („Дзеро към Дзеро – предизвикателство в музика“). Планирано от 7 март до 4 май 2023 г. за 24 концерта, Дзеро представя вечното съперничество между двете личности, които винаги са го вдъхновявали: Ренато (човекът) и Дзеро (изпълнителят), в очевиден контраст един с друг.
На 11 март, по време на флорентинската спирка на гореспоменатото турне, той получава ключовете на град Флоренция от кмета Дарио Нардела. На 18 май участва в събитието „Ал Бано - 4 пъти по 2“, създадено по повод 80-ия рожден ден на Ал Бано, на когото посвещава неиздаваната песен Non ti cambiarei („Не бих те променил“). Тя излиза на 9 юни само за цифрово изтегляне, като приходите от нея са в полза на населението, засегнато от наводнението в Емилия-Романя през 2023 г.

## Личен живот
През 2003 г. Ренато Дзеро осиновява Роберто Анселми, който го прави дядо на две внучки – Вирджиния и Ада, на които той посвещава песента „Моята милувка“ (La mia carеzza) (част от албума Zerosettanta - Volumedue от 2020 г.).
През годините творецът се отличава със своя трансгресивен стил, което води до спекулации относно неговата хомосексуалност, която той никога не потвърждава и винаги играе двойствена роля в очите на публиката. Единственото изключение е след издаването на албума му Segreto amore (2010), когато твърди, че е хетеросексуален. Единствените му официални връзки са с неговата секретарка Люси Моранте и с италианската телевизионна и радио водеща Енрика Бонакорти.
Ренато Дзеро е много привързан към Монте Арджентарио на Тиренско море, където има местожителство от години. Той обича да ходи там, когато търси вдъхновение и някои от албумите му са записани там благодарение на мобилното му студио. Обича да казва, че морето там му помага да твори.

## Благотворителна дейност
Певецът винаги е насърчавал филантропията и дейностите за солидарност. Това е още от времето на шатрата Дзероландия, което води до първия му независим лейбъл „Дзероландия“, който помага на много млади изпълнители. Известен е и проектът му „Фонополи“ (Fonopoli) – организация с нестопанска цел за никога нереализирания проект „Цитадела на музиката“. Известна е заангажираността на певеца с превенцията на проблемите на непълнолетните като наркотиците, с рехабилитацията на наркозависимите, с пациентите на старческите домове и болниците (на които посвещава видеоклипа на песента „В градините, които никой не познава“ (Nei giardini che nessuno conosce ) и с децата от домовете за сираци. Той участва в множество инициативи за набиране на средства и в телевизионни маратони като например този за изследването на рака   или този на Телетон за генетичните заболявания и в полза на жертвите на земетресенията в Акуила и в Емилия.  Заснема реклама за пътната безопасност и радио реклама в полза на дейността на францисканските братя от Асизи. Той е един от многобройните лица, подписали манифеста на Общност „Сант Еджидио“ срещу смъртното наказание, подкрепяща, наред с други асоциации, всеобщия мораториум от 2007 г. върху смъртното наказание.

## Противоречия
През 2010 г. Ренато Дзеро получава уведомление за гаранция от Прокуратурата на Неапол за укриване на данъци от около 2 млн. евро, депозирани в банка в Княжество Монако.  Разследването е породено от разследването на счетоводителката на певеца Стефания Тучи, съпруга на министър Джани де Микелис, съдена за измама. Към 2018 г. в. „Ил Соле 24 Оре“ съобщава, че всякакъв данъчен спор е приключен, а наказателното дело е архивирано.

## Контакт с публиката
Феновете на певеца, определяни като zerofolli („луди по Дзеро“) в началото на кариерата му, са по-известни с прякора сорчини (мишки). Терминът се ражда в началото на 1980-те г. в Марина ди Пиетрасанта, когато Дзеро, наблюдавайки феновете, които го заобикалят със своите скутери, възкликва: „Приличат на толкова много мишки“. От този момент по аналогия той става „кралят на мишките“.
Сред многото песни, посветени на тях, най-явна и представителна е „Децата на мишката“ (I figli della topa) от 1981 г. (включена в албума му Artide Antartide). В нея изпълнителят обещава на своите фенове създаването на своя собствена версия на Олимпиадата, преименувана на Sorciadi, която се провежда на следващата година на стадион Евкалипти в Рим, като той лично участва в награждаването на победителите.

## Дискография

### Студийни албуми
- 1973 – No! Mamma, no! (RCA Italiana)
- 1974 – Invenzioni (RCA Italiana)
- 1976 – Trapezio (RCA Italiana)
- 1977 – Zerofobia (RCA Italiana)
- 1978 – Zerolandia (Zerolandia/RCA)
- 1979 – EroZero (Zerolandia/RCA)
- 1980 – Tregua (Zerolandia/RCA)
- 1981 – Artide Antartide (Zerolandia/RCA)
- 1982 – Via Tagliamento 1965/1970 (Zerolandia/RCA)
- 1983 – Calore (Zerolandia/RCA)
- 1984 – Leoni si nasce (Zerolandia/RCA)
- 1984 – Identikit Zero (Zerolandia/RCA)
- 1986 – Soggetti smarriti (Zerolandia/RCA)
- 1987 – Zero (Zerolandia/BMG Ariola)
- 1989 – Voyeur (Zerolandia/BMG Ariola)
- 1991 – La coscienza di Zero (RCA Italiana/BMG Ariola)
- 1993 – Passaporto per Fonòpoli (Zerolandia/BMG Ariola)
- 1993 – Quando non sei più di nessuno (Zerolandia/BMG Ariola)
- 1994 – L'imperfetto (Fonòpoli/Sony Music)
- 1995 – Sulle tracce dell'imperfetto (Fonòpoli/Sony Music)
- 1998 – Amore dopo amore (Fonòpoli/Sony Music)
- 2000 – Tutti gli Zeri del mondo (Fonòpoli/Sony Music)
- 2001 – La curva dell'angelo (Tattica/Sony Music)
- 2003 – Cattura (Tattica/Sony Music)
- 2005 – Il dono (Tattica/Sony BMG)
- 2009 – Presente (Tattica s.r.l.)
- 2013 – Amo - Capitolo I (Tattica/IndipendenteMente)
- 2013 – Amo - Capitolo II (Tattica/IndipendenteMente)
- 2016 – Alt (Tattica/IndipendenteMente)
- 2017 – Zerovskij - Solo per amore (Tattica/IndipendenteMente)
- 2019 – Zero il folle (Tattica/IndipendenteMente)
- 2020 – Zerosettanta: Volume 3, Volume 2, Volume 1 (Tattica/IndipendenteMente)
- 2022 – Atto di fede (Tattica/IndipendenteMente)

### Концертни албуми
- 1981 – Icaro (Zerolandia/RCA)
- 1991 – Prometeo (Zerolandia/BMG Ariola)
- 1999 – Amore dopo amore, tour dopo tour (Fonòpoli/Sony Music)
- 2004 – Figli del sogno (Tattica/Sony Music)
- 2016 – Arenà - Renato Zero si racconta (Tattica/IndipendenteMente)
- 2018 – Zerovskij - Live (Tattica/IndipendenteMente)
- 2018 – Alt in Tour (Tattica/IndipendenteMente)

### Сборни албуми
- 2000 – I miei numeri (Fonòpoli/Sony Music)
- 2006 – Renatissimo! (Sony BMG/Tattica)
- 2010 – Segreto amore (Tattica/IndipendenteMente)
- 2011 – Puro spirito (Tattica/IndipendenteMente)
- 2019 – Zero XL (Tattica/Mondadori) - поредица Mille e uno Zero
- 2019 – Zero XXL (Tattica/Mondadori) - поредица Mille e uno Zero
- 2019 – Zero XXXL (Tattica/Mondadori) - поредица Mille e uno Zero

### Бокс сетове
- 1995 – I migliori anni della nostra vita (Fonòpoli/Sony Music)
- 1998 – Amore dopo amore... (Fonòpoli/Sony Music)
- 1998 – Amore dopo amore...un felice Natale (Fonòpoli/Sony Music)
- 2013 – Amo - Capitolo III (Tattica/IndipendenteMente)

## Турнета
- 1973-1974 – No! Mamma, no!
- 1976-1977 – Trapezio
- 1977-1978 – Zerofobia
- 1978 – Zerolandia
- 1979 – La favola di EroZero
- 1979-1980 – Natale a Zerolandia
- 1980 – Senza Tregua
- 1980 – Da Zero a 30
- 1980-1981 – Natale a Zerolandia
- 1981 – Estate a Zerolandia
- 1981-1982 – Natale a Zerolandia
- 1982-1983 – Natale a Zerolandia
- 1984-1985 – Identikit Tour
- 1985 – Caravan Zero
- 1985 – Capitan Zero
- 1986 – Zero Tour
- 1987-1988 – Zero Live
- 1989-1990 – Voyeur Tour
- 1990 – Voyeur Zerolandia Tour
- 1990 – Stellarium
- 1990 – Zero40
- 1993 – ZerOpera
- 1993 – ZerOpera Estate
- 1995 – L'imperfetto in Tour
- 1996 – Tutto Zero
- 1998 – Tour dopo tour
- 1999 – Cantiere Fonòpoli
- 2002 – Prove di volo
- 2002 – Prove di volo Estate
- 2004 – Cattura...il sogno
- 2004 – Il sogno continua...
- 2006 – ZeroMovimento
- 2007 – .MpZero
- 2009 – ZeroNoveTour
- 2010 – Sei Zero
- 2013-2014 – Amo in Tour
- 2016 – Alt Arena Arrivo!
- 2016-2017 – Alt in Tour
- 2017 – Zerovskij - Live
- 2019-2020 – Zero il folle in tour
- 2022 – Zerosettanta - Circo Massimo
- 2023 – Zero a Zero - Una sfida in musica

## Видеография
Към 2022 г. Ренато Дзеро 49 има музикални видеоклипа.
| Година    | Заглавие                          | Албум                            |
| --------- | --------------------------------- | -------------------------------- |
| 1969      | Libertà                           |                                  |
| 1973-1974 | Il tuo safari                     |                                  |
| 1978      | Triangolo                         | Zerolandia                       |
| 1981      | Ecco noi                          | Artide Antartide                 |
| 1981      | Gente                             | Artide Antartide                 |
| 1981      | I figli della topa                | Artide Antartide                 |
| 1981      | Pionieri                          | Artide Antartide                 |
| 1981      | Stranieri                         | Artide Antartide                 |
| 1983      | Navigare                          | Calore                           |
| 1984      | Da uomo a uomo                    | Leoni si nasce                   |
| 1986      | Fiori d'arancio                   | Soggetti smarriti                |
| 1987      | Telecomando                       | Zero                             |
| 1989      | Il grande mare                    | Voyeur                           |
| 1989      | Voyeur                            | Voyeur                           |
| 1991      | Crescendo (с Мариела Нава)        | -                                |
| 1993      | Amore al verde                    | Quando non sei più di nessuno    |
| 1993      | E ci sei                          | Quando non sei più di nessuno    |
| 1994      | Amando amando                     | L'imperfetto                     |
| 1994      | Bella gioventù                    | L'imperfetto                     |
| 1994      | Felici e perdenti                 | L'imperfetto                     |
| 1994      | Nei giardini che nessuno sa       | L'imperfetto                     |
| 1994      | Roma malata                       | L'imperfetto                     |
| 1995      | Ancora gente                      | Sulle tracce dell'imperfetto     |
| 1999      | Si sta facendo notte              | Amore dopo amore, tour dopo tour |
| 2000      | Tu sì 'na cosa grande             | Tutti gli Zeri del mondo         |
| 2000      | Via dei Martiri                   | Tutti gli Zeri del mondo         |
| 2001      | Libera                            | La curva dell'angelo             |
| 2003      | Come mi vorresti                  | Cattura                          |
| 2003      | Non si fa giorno mai              | Cattura                          |
| 2009      | Ancora qui                        | Presente                         |
| 2011      | Sorridere sempre                  | Puro spirito                     |
| 2013      | Un'apertura d'ali                 | Amo - Capitolo I                 |
| 2013      | Chiedi di me remix                | Amo - Capitolo I                 |
| 2013      | Voglia d'amare                    | Amo - Capitolo I                 |
| 2013      | Madame 2013                       | Chiedi di me/Madame 2013         |
| 2013      | Alla fine                         | Amo - Capitolo II                |
| 2016      | Chiedi                            | Alt                              |
| 2016      | Rivoluzione                       | Alt                              |
| 2016      | La lista                          | Arenà - Renato Zero si racconta  |
| 2017      | Ti andrebbe di cambiare il mondo? | Zerovskij - Solo per amore       |
| 2018      | Potrebbe essere Dio               | Zerovskij - Solo per amore       |
| 2019      | Mai più da soli                   | Zero il Folle                    |
| 2019      | La vetrina                        | Zero il Folle                    |
| 2019      | Zero il folle                     | Zero il Folle                    |
| 2020      | L'amore sublime                   | Zerosettanta Vol.2               |
| 2020      | Come non amarti                   | Zerosettanta Vol.2               |
| 2020      | L'angelo ferito                   | Zerosettanta Vol.3               |
| 2020      | È l'età                           | Zerosettanta Vol.3               |
| 2021      | La logica del tempo               | Zerosettanta Vol.3               |

## Филмография

### Актьор
- Io non protesto, io amo (1967) – неакредитиран
- La bambolona (1968) – неакредитиран
- I ragazzi di Bandiera Gialla (1968) – неакредитиран
- Brucia ragazzo, brucia (1969) – неакредитиран
- Сатирикон (1969) – неакредитиран
- Рим (1972) – неакредитиран
- La mala ordina (1972) – неакредитиран
- Амаркорд (1973) – неакредитиран
- Orfeo 9 (1973), главна роля
- Казанова на Федерико Фелини (1976) – неакредитиран
- Ciao nì! (1979)

### Дубльор
- Джак Скелета в Кошмарът преди Коледа

## Телевизия
- Il suo nome per favore (Programma Nazionale, 1972)
- Passo 16: Zero & Co. (Rete 2, 1977)
- Zerofobia (Rete 2, 1978)
- Viaggio a Zerolandia (Rete 2, 1981)
- Fantastico 3 (Rete 1, 1982-1983)
- Fantastico 5 (Rai 1, 1984)[83]
- Uno, due, tre... Rai (Rai 1, Rai 2, 1992)
- DopoFestival (Rai 1, 1994)
- ZerOpera (Rai 1, 1994)
- TuttoZero (Rai 1, 1996)
- Un disco per l'estate (Canale 5, 1997-1998)
- Una sera di dicembre (Rai 3, 1997)
- Tour dopo Tour (Rai 2, 1998)
- Renato Zero in concerto (Rai 1, 1999)
- Tutti gli Zeri del Mondo (Rai 1, 2000)
- ZeroMovimento (Rai 1, 2006)
- Sei Zero (Canale 5, 2010)
- Amici di Maria De Filippi (Canale 5, 2015) Giudice[84]
- Arenà - Renato Zero si racconta (Rai 1, 2016)
- Zero il folle (Canale 5, 2020)
- Con il cuore - Nel nome di Francesco (Rai 1, 2021)
- 070 - Renato Zero in concerto (Canale 5, 2022)

## Концерти
| Заглавие                        | Излъчване                    | Медия    | Турне на произход            | Забел. | Източник |
| ------------------------------- | ---------------------------- | -------- | ---------------------------- | --- | -------- |
| Zerofobia                       | 8 април 1978                 | Rete 2   | Zerofobia                    | Запис на концертите, проведени в Театър „Тенда“ в Рим от 25 до 29 декември 1977 г., излъчен към 23 часа. | [ 58 ]   |
| Viaggio a Zerolandia            | 20 април 1981                | Rete 2   | Natale a Zerolandia          | Запис на концертите в Торино в Шатра „Дзероландия“ от 6 до 18 януари 1981 г., излъчен в праймтайма | [ 59 ]   |
| ZerOpera                        | 18 февруари 1994             | Rai 1    | ZerOpera                     | Запис на концертите на Стадион „Фламинио“ в Рим на 2 и 3 юни 1993 г., излъчен към 23 часа. | [ 60 ]   |
| TuttoZero                       | 21 ноември 1996              | Rai 1    | Tutto Zero                   | Запис на спектаклите в Театър „Систина“ в Рим от 17 до 20 април 1996 г., излъчен към 23 часа. | [ 61 ]   |
| Tour dopo tour                  | 6 ноември 1998               | Rai 2    | Tour dopo tour               | Запис на концертите във Филафорум в Асаго на 19, 20 и 21 октомври 1998 г., излъчен в праймтайма е гледан от 4.060.000 зрители. | [ 63 ]   |
| Renato Zero in concerto         | 30 юни 1999                  | Rai 1    | Cantiere Fonòpoli            | Запис на концертите, проведени на Олимпийския стадион в Рим на 19 и 20 юни 1999 г., излъчен в праймтайма и гледан от 6 130 000 зрители. След това е излъчено повторение в късната вечер (отново по Rai 1) на 26 септември с 1 786 000 зрители. | [ 66 ]   |
| Zeromovimento                   | 22 декември 2006             | Rai 1    | Zeromovimento                | Запис на концертите на 13 и 14 март 2006 в Дачфорум в Асаго, излъчен в праймтайма и гледан от 4 370 000 зрители. | [ 68 ]   |
| Sei Zero                        | 18 декември 2010             | Canale 5 | Sei Zero                     | Запис на 8 концерта-събитие на Пиаца „Сиена“ в Рим между29 септември и 9 октомври 2010 г., излъчен в праймтайма и гледан от 4 118 000 зрители.                                                                                                 | [ 70 ]   |
| Arenà - Renato Zero si racconta | 17 септември 2016            | Rai 1    | Alt Arena Arrivo!            | Запис на концертите на Арена ди Верона на 1, 2 и 3 1 юни 2016 г., излъчен в праймтайма и гледан от 4 055 000 зрители. На 6 май 2017 г. е излъчено повторение в праймтайма (пак по Rai 1) с 2 536 000 зрители.                                  | [ 73 ]   |
| Zero il folle                   | 29 септември 2020            | Canale 5 | Zero il folle in tour        | Запис на концертите на 11 и 12 януари 2020 г. на Медиоланум Форум в Асаго, излъчен в праймтайма и гледан от 1 570 000 зрители. | [ 75 ]   |
| 070 - Renato Zero in concerto   | 26 октомври и 2 ноември 2022 | Canale 5 | Zerosettanta - Circo Massimo | Запис на шестте концертни събития, проведени в Циркус Максимус в Рим между 23 септември и 1 октомври 2022 г. | [ 76 ]   |

## Радио
- Zerolandia Fermoposta (Rai Radio 1, 1982)
- Zerolandia Fermoposta ci riprova (Rai Radio 1, 1982)
- Zerolandia Fermoposta in StereoZero (Rai Radio 1, 1983)
- Radio 2-Renato 0 (Rai Radio 2, 2005-2006)
- Da Zero all'una (Radio LatteMiele, 2009)

## Награди и признания
1979
- Международна изложба на леката музика: Златна гондола за Il carrozzone

1991
- Фестивал на италианската песен в Санремо: 2-ро място в Кат. „Шампиони“ с песента Spalle al muro

1993
- Фестивал на италианската песен в Санремо: 5-о място в Кат. „Шампиони“ с песента Ave Maria

1998
- Специална награда на Фестивалбар

2007
- Златно Телегато в Кат. „Най-добро турне“

2009
- Музикални награди „Уинд“: Награда за албума Presente
- Награда за италиански видеоклип: Награда за видеомузикално изкуство

2010
- Музикални награди „Уинд“: Награда за концертното DVD ZeroNoveTour
- Специална награда „Арена ди Верона“

2011
- Музикални награди „Уинд“: Награда за албума Segreto Amore
- Музикални награди „Уинд“: Награда за концертното DVD Sei Zero
- Награда „Неспокоен на годината“

2013
- Музикални награди „Уинд“: Награда за албума Amo - Capitolo I
- Награда „Алберто Сорди“

2016
- Музикални награди „Уинд“: Награда за албума Alt

2017 
- Музикални награди „Уинд“: Награда за албума Arena - Renato Zero si racconta
- Музикални награди „Уинд“: Награда live за Alt in Tour
- Награда „Арена ди Верона“ за шоуто Arenà